# Nightmare of You (album)
Nightmare of You è il primo album discografico dell'omonimo gruppo musicale, pubblicato nel 2005.

## Tracce
1. The Days Go By Oh, So Slow – 3:46
2. Dear Scene, I Wish I Were Deaf – 3:20
3. Thumbelina – 4:04
4. My Name Is Trouble – 3:58
5. Why Am I Always Right? – 3:44
6. I Want to Be Buried in Your Backyard – 4:05
7. Ode to Serotonin – 2:15
8. Marry Me – 2:23
9. In the Bathroom Is Where I Want You – 3:35
10. The Studded Cinctures – 3:35
11. Heaven Runs on Oil – 5:00